# Frederico Venâncio
Frederico André Ferrão Venâncio (Setúbal, 4 febbraio 1993) è un calciatore portoghese, difensore del Santa Clara.